# Laura Adani
Pour les articles homonymes, voir Adani (homonymie).
Laura Adani  née à Modène le 7 octobre 1913 et morte à Moncalieri le 30 août 1996 est une actrice italienne. Elle est apparue dans 13 films, entre 1933 et 1980.

## Biographie
Laura Adani est née à Modène le 7 octobre 1913. Elle débute au théâtre dans de petits rôles devenant dans les années 1930 l'une des actrices les plus importantes d'Italie. Déjà en 1930-1931, elle est engagée par Mario Mattoli pour le légendaire groupe de théâtre « Za-Bum ». Elle joue aussi dans des pièces classiques aux côtés de Luigi Cimara, Umberto Melnati et surtout Renzo Ricci, avec qui elle joue dans de nombreuses œuvres de Shakespeare et D'Annunzio. À partir de la seconde moitié de la décennie Laura Adani au style raffiné, expressif et fougueux joue des pièces contemporaines. Par la suite, elle travaille avec des réalisateurs comme Paolo Grassi, Giorgio Strehler et Roger Blin. Elle arrête sa carrière en 1981.
Au cinéma elle a tourné treize films, dirigée en particulier par Mauro Bolognini, Lucio Fulci.
Laura Adani a été mariée à deux reprises : en 1947 avec le duc Luigi Visconti di Modrone (frère de Luchino Visconti) et en 1969 avec le comte Ernesto Balbo Bertone.
Elle est morte à Moncalieri le 30 août 1996.

## Filmographie partielle
- 1933 : Aria di paese d'Eugenio De Liguoro
- 1933 : Il treno delle 21,15 (it) de Amleto Palermi
- 1959 : Débrouillez-vous ! (Arrangiatevi) de Mauro Bolognini
- 1960 : Vent du sud (Vento del sud) d'Enzo Provenzale
- 1962 : Les Faux Jetons (titre italien : Le Massaggiatrici) de Lucio Fulci
- 1969 : Amore mio aiutami d'Alberto Sordi
- 1970 : Borsalino de Jacques Deray
- 1980 : Le Coucou  (titre italien : Il lupo e l'agnello) de  Francesco Massaro